# Osvaldo Héctor Pérez Battaglia
Osvaldo Héctor Pérez Battaglia (Buenos Aires, 13 de agosto de 1926-2000) fue un militar argentino, perteneciente al Ejército, que se desempeñó como interventor federal de facto de la provincia de La Rioja inmediatamente tras el golpe de Estado del 24 de marzo de 1976, durante la dictadura autodenominada «Proceso de Reorganización Nacional». Como jefe del Batallón de Ingenieros de Construcciones 141 entre 1975 y 1977, participó en el terrorismo de Estado.

## Biografía
Nacido en Buenos Aires en 1926, ingresó al Ejército Argentino en 1948 y egresó en el Colegio Militar de la Nación en la promoción N.° 78 del arma de Ingenieros. Alcanzó el grado de teniente coronel. En su carrera militar estuvo destinado en San Nicolás de los Arroyos (provincia de Buenos Aires) y en Rosario (provincia de Santa Fe).
Entre noviembre de 1975 y octubre de 1977, fue jefe del Batallón de Ingenieros de Construcciones 141 del Ejército, incluyendo la jefatura del Área 314, con asiento en la ciudad de La Rioja.
Desde ese puesto participó en el terrorismo de Estado durante la dictadura autodenominada «Proceso de Reorganización Nacional», a cargo de las actividades represivas del Ejército, la Gendarmería Nacional y la policía en la provincia de La Rioja. Su autoridad también se extendió a la Centro de Experimentación y Lanzamiento de Proyectiles Autopropulsados Chamical de la Fuerza Aérea. Se han estimado unos 3.000 presos políticos en la provincia que inicialmente fueron destinados a un centro clandestino de detención en el cuartel.
En 1976 el soldado conscripto Alberto Agapito Ledo fue desaparecido durante su servicio militar obligatorio en el Batallón 141. En los años 2010 se acusó al general César Milani del encubrimiento de aquella desaparición. Pérez Battaglia fue denunciado como implicado en la muerte del obispo riojano Enrique Angelelli en 1976, en cuya causa fue décadas más tarde juzgado Luciano Benjamín Menéndez.
Además, el 24 de marzo de 1976 participó del golpe de Estado, deteniendo al gobernador constitucional Carlos Saúl Menem y asumiendo como  interventor federal de facto de la provincia de La Rioja por designación de la Junta Militar. Pocas semanas después, fue sucedido por Roberto Luis Nanziot, designado gobernador.
Se retiró del Ejército en 1981. Falleció en el año 2000.